# ديلفين بافورت
ديلفين بافورت (ولدت في 22 مايو 1979 في غنت) عارضة أزياء وممثلة بلجيكية، ظهرت ديلفين على عدة أغلفة مجلات عالمية مثل مجلة فوغ وهاربرز بازار.

## نشأتها
ولد دلفين بافورت 22 مايو 1979 في غنت، بلجيكا. ذهبت إلى مدرسة سينت لوكاس الثانوية في غنت في سن المراهقة. عندما كانت في السابعة عشرة، فازت في مسابقة نظمتها مجلة نسائية. انتهت من المدرسة وبدأت حياتها المهنية في مجال الأزياء. عملت مع دي أند جي وكاشريل. كما دلفين على غلاف العديد من المجلات بما في ذلك فوغ وهاربرز بازار. في عام 2003 ، قامت ديلفين ببطولة فيلم من إخراج صديقها آنذاك، فيليكس جرونينجن.

## روابط خارجية
- ديلفين بافورت على موقع IMDb (الإنجليزية)
- ديلفين بافورت على موقع ديسكوغز (الإنجليزية)
- ديلفين بافورت على موقع قاعدة بيانات الفيلم (الإنجليزية)

- ديلفين بافورت في قاعدة بيانات الأفلام على الإنترنت
- Delfine Bafort on Models.com
- Delfine Bafort in the دليل عارضات الأزياء